# Porto Elizabeth
Porto Elizabeth, oficialmente Guquebera  (Gqeberha; AFI: [ᶢǃʱɛ̀béːxà]), é uma cidade na África do Sul, localizada na província do Cabo Oriental, a aproximadamente 770 km da Cidade do Cabo. Situada às margens da Baía de Algoa, é um dos maiores portos do país.  
Anteriormente chamada Porto Elizabeth (em inglês, Port Elizabeth; em africâner coloquial, Die Baai, 'Baía'; entre os falantes da língua xossa, Ibhayi ), a cidade foi oficialmente renomeada Guquebera, em 23 de fevereiro de 2021.
"Guquebera"  é o nome xossa do rio Baakens.
A cidade foi fundada em 1820 por colonos britânicos. Hoje conta com mais de 1 milhão de habitantes em sua região metropolitana (Censo 2001) e é o quinto maior centro urbano do país. O africâner, o inglês e o xossa são as línguas mais faladas na cidade.

## História

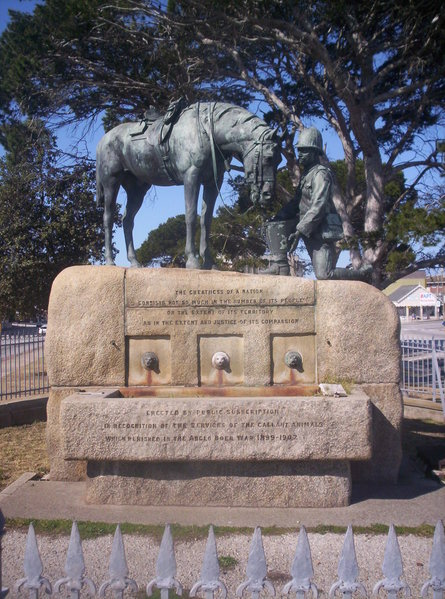
Memorial do Cavalo.

A área em torno da Baía de Algoa era esparsamente habitada por tribos autóctones, antes da chegada dos primeiros colonos europeus. Contudo há pouca ou nenhuma evidência desses primeiros habitantes.
Os primeiros europeus a visitar a área foram Bartolomeu Dias, que desembarcaram na Ilha de Santa Cruz, na Baía de Algoa, em 1488, e Vasco da Gama em 1497. Por séculos, a área foi simplesmente marcada nas cartas de navegação como "um local com água doce".
A área foi parte da Colônia do Cabo, que teve uma história turbulenta entre sua fundação pela Companhia Neerlandesa das Índias Orientais em 1652 e a formação da União Sul-Africana em 1910.
Em 1799, na primeira ocupação britânica da Colônia do Cabo durante as Guerras Napoleônicas, um forte de pedra foi construído para proteção contra um possível desembarque de tropas francesas e foi chamado de "Forte Frederick" e mais tarde de "Forte Duque de York". 
Em 1804 a cidade de Uitenhage foi fundada às margens do Rio Swartkops, a uma pequena distância terra adentro do seu estuário na Baía de Algoa. A cidade de Uitenhage foi incorporada na Municipalidade Metropolitana Nelson Mandela juntamente com Porto Elizabeth e a cidade de Despatch em 2001.
De 1814 a 1821 a Fazenda Strandfontein, que mais tarde tornou-se a zona turística litorânea de Summerstrand, um subúrbio de Porto Elizabeth, pertencia a Piet Retief, que mais tarde tornou-se um líder voortrekker e foi morto em 1837 pelo rei zulu Dingane durante negociações sobre a posse de terras.
Em 1820 um grupo de 4 000 colonos britânicos desembarcaram na área, incentivados pelo governo da Colônia do Cabo como forma de reforçar a fronteira entre a colônia e os hostis xossas. A cidade então, foi fundada por Sir Rufane Shaw Donkin, governador da Colônia do Cabo, e batizada em homenagem à sua falecida esposa, Elizabeth "Markham" Frances. A cidade se expandiu, abrigando uma comunidade variada composta por europeus, malaios do Cabo e outros imigrantes. A construção da ferrovia ligando a cidade à Quimberlei em 1873 deu um novo impulso ao crescimento local. Em 1861 a cidade obteve autonomia administrativa.
Os efeitos do apartheid ainda são sentidos em Porto Elizabeth. Relocações forçadas da população não-branca se iniciaram 1962. Todo o distrito de South End, que possuía um alto valor no mercado imobiliário, foi despovoado e demolido 1965; as relocações continuaram até 1975. Em 1977 Steve Biko, ativista negro anti-apartheid, foi interrogado e torturado pela polícia secreta em Porto Elizabeth, antes de ser levado à Pretória onde veio a falecer.
Desde as eleições livres em 1994 Porto Elizabeth enfrenta problemas comuns a toda a África do Sul, incluindo o surto da síndrome da imunodeficiência adquirida (SIDA) e da violência, esta frequentemente relacionada ao tráfico de drogas. Contudo, graças ao crescimento do turismo e do mercado imobiliário, a cidade e seus arredores apresentam um grande desenvolvimento, como por exemplo a Zona de Desenvolvimento Industrial em Coega.

## Esportes

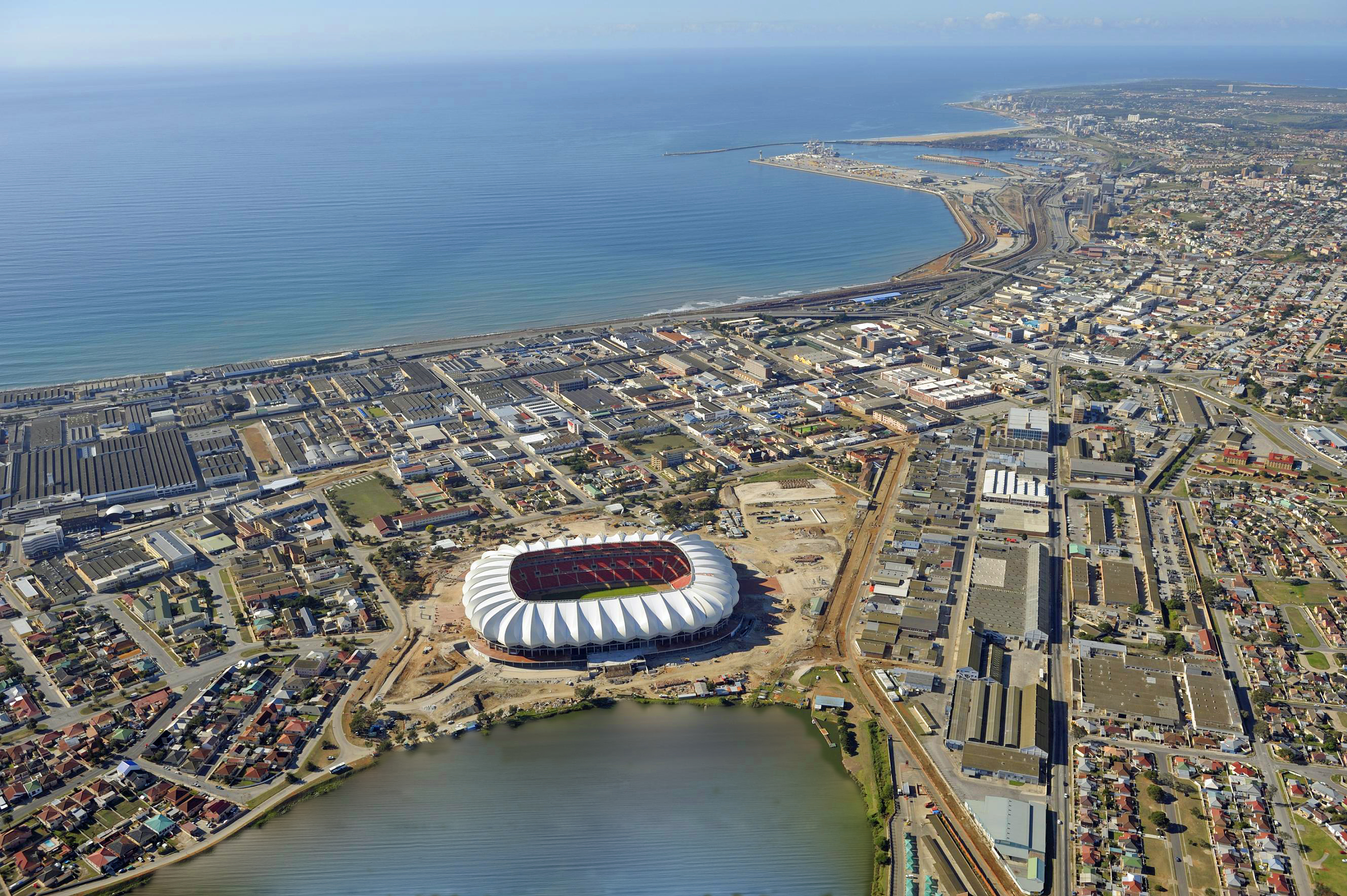
Vista aérea do Estádio Nelson Mandela Bay.

No rúgbi, a cidade é sede do time Southern Kings que manda seus jogos no Estádio Nelson Mandela Bay, o antigo estádio da cidade era o Estádio EPRU  também conhecido pelo seu nome original, Estádio Boet Erasmus, que sediou partidas da Copa do Mundo de Rugby de 1995. Desde 2011 a cidade é sede da etapa sul-africana da Série Mundial de Rugby Sevens.
Porto Elizabeth é o local do estádio de críquete Parque São Jorge (St George's Park). O Parque São Jorge é o estádio de críquete mais antigo da África do Sul e foi o local da primeira partida do esporte disputada fora da Austrália ou Grã-Bretanha, entre a África do Sul e a Inglaterra nos dias 12 e 13 de março de 1889. Os Warriors é a equipe de críquete de Porto Elizabeth.
No futebol, o principal time da cidade é o Chippa United, a cidade foi palco de alguns jogos da Copa do Mundo FIFA de 2010.